# مايكل سارازين
مايكل سارازين هو ممثل كندي، ولد في 22 مايو 1940 في كندا، وتوفي في 17 أبريل 2011 بمونتريال في كندا بسبب سرطان.

## أعمال

### أفلام
- (1969) هم يقتلون الخيول، أليس كذلك ؟[6]

## وصلات خارجية
- مايكل سارازين على موقع IMDb (الإنجليزية)
- مايكل سارازين على موقع ألو سيني (الفرنسية)
- مايكل سارازين على موقع تيرنر كلاسيك موفيز (الإنجليزية)
- مايكل سارازين على موقع أول موفي (الإنجليزية)
- مايكل سارازين على موقع قاعدة بيانات الأفلام السويدية (السويدية)
- مايكل سارازين على موقع إن إن دي بي (الإنجليزية)
- مايكل سارازين على موقع قاعدة بيانات الفيلم (الإنجليزية)
- مايكل سارازين على موقع كينوبويسك (الروسية)